# 高爾基劇院
高爾基劇院（德語：Maxim Gorki Theater）是德國首都柏林米特區的一座劇院，名稱取自於蘇聯作家馬克西姆·高爾基。2012年，柏林市長克勞斯·沃維雷特任命Şermin Langhoff擔任高爾基劇院的藝術總監。這座劇院是柏林歷史最古老的劇院建築。

## 外部連結

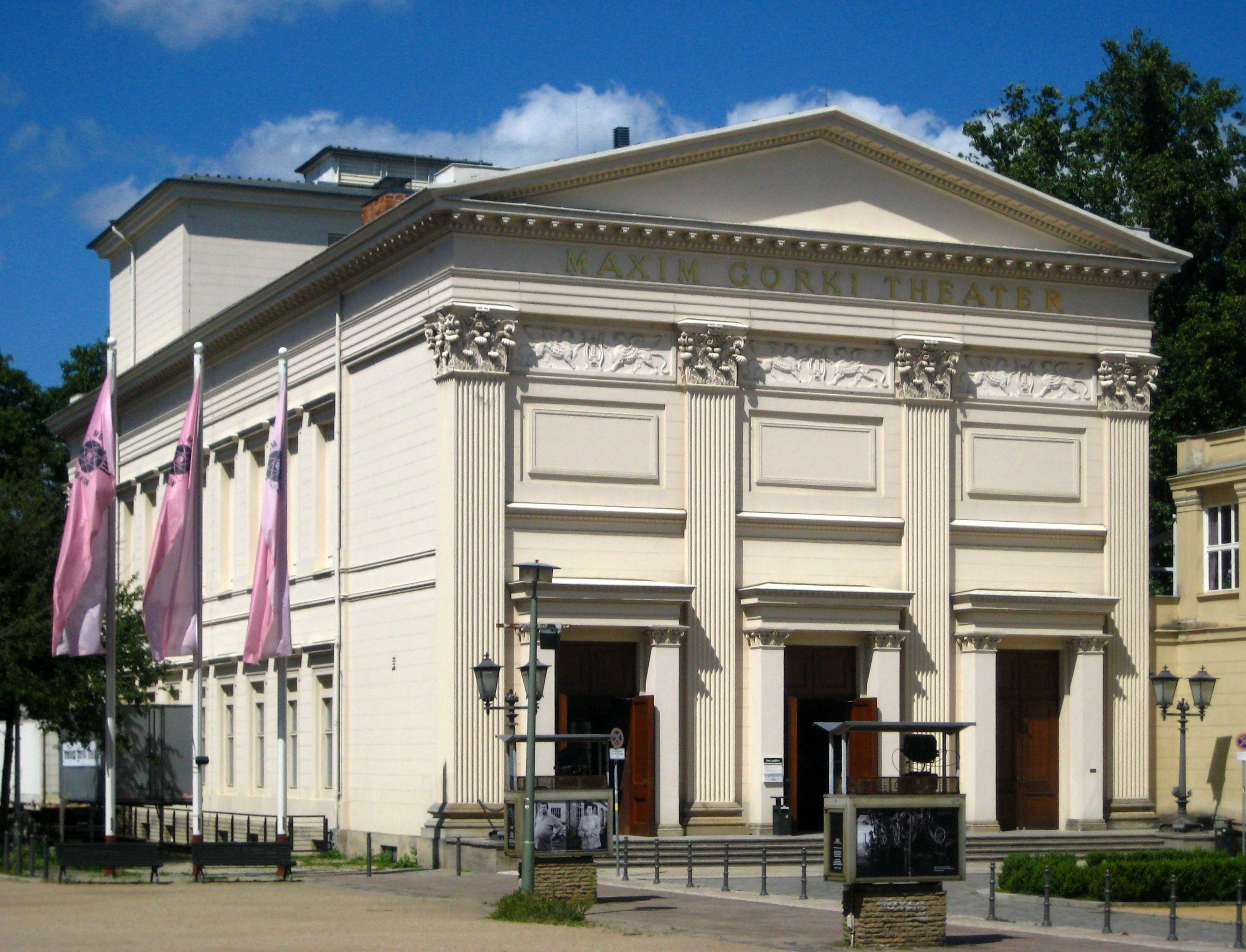
高爾基劇院

- Official website （页面存档备份，存于） of the Maxim Gorki Theatre

52°31′06″N 13°23′43″E / 52.5183°N 13.3953°E